# Festes de San Blas i Santa Àgueda (Mequinensa)
Les Festes de Sant Blas i Santa Àgueda són una celebració del municipi de Mequinensa a la província de Saragossa, comunitat autònoma d'Aragó que consisteix en una festivitat que forma part de la tradició històrica de la localitat per la seva antiguitat i continuïtat a través del temps i per l'originalitat i diversitat dels seus actes, convertint-se en un fenomen turístic amb gran atracció de visitants. Hi ha constància de més de 300 anys de celebració, amb una activa participació de la població local tant en les celebracions religioses com a festives. Aquestes festes inclouen actes singulars com el lliurament del bastó de comandament, els concursos de disfresses artesanals (tant infantil com d'adults) així com l'elaboració de les coques de Sant Blas i Santa Àgueda i el tradicional pa beneït. Tenen lloc durant la primera quinzena de febrer, són considerades com a festes d'hivern de la localitat i des de 2018 gaudeixen del reconeixement de Festes d'Interès Turístic d'Aragó.

## Origen i història
Existeix constància d'almenys tres segles de celebració de Sant Blas i Santa Àgueda a Mequinensa, una tradició que es va accentuar quan, amb la construcció de l'embassament de Riba-Roja als anys 70, el Poble Vell va quedar sota el riu Ebre i el nucli urbà de la localitat es va haver de traslladar a la seva actual ubicació a pocs quilòmetres aigües amunt, a la vora del riu Segre. Històricament, la processó de Sant Blas era a càrrec dels homes i la de Santa Àgueda a les dones, però l'evolució natural de la tradició ha comportat que en l'actualitat les Comissions de Sant Blas i Santa Àgueda estiguin exclusivament formades per dones que adquireixen un protagonisme especial durant els dies de celebració. Sant Blas i Santa Àgueda van prendre rellevància durant el franquisme, ja que si ben estava prohibit disfressar-se, Mequinensa va continuar desafiant la prohibició imposada per les autoritats franquistes, un fet que va fomentar encara més l'arrelament popular i el caràcter singular de la tradició.

## Festivitat
La festivitat s'inicia amb el lliurament del Bastó de Comandament a les Comissions de Sant Blas i Santa Àgueda, per continuar el dia 3 de febrer amb les celebracions religioses de Sant Blas i el dia 5 amb les de Santa Àgueda. La jornada conclou amb els coneguts concursos de disfresses artesanals per a petits i majors, alhora que diverses i colorides rues recorren la població acompanyades de música en directe. Durant les celebracions s'elaboren coques, un dolç típic tradicional amb oli, farina i aigua, a la qual s'afegeix un ingredient secret que coneix únicament cada Comissió. El procés d'elaboració de les coques es transmet de generació en generació a través de les integrants de les Comissions de Sant Blas i Santa Águeda.
Tradició, festa i color s'uneixen durant les festes, omplen la població durant aquests dies de visitants nacionals i estrangers atrets per la gran espectacularitat de les disfresses artesanals fetes a mà. Els grups desfilen pels carrers de la localitat disfressats de personatges històrics, imaginaris o de ficció a ritme de músiques variades. Els treballs d'elaboració de les disfresses s'inicien mesos abans de la festivitat amb un intens treball fet completament a mà, fruit de la creativitat i l'enginy en el qual s'implica tota la població. La festivitat de Sant Blas i Santa Àgueda és l'expressió de l'esforç col·lectiu i l'expressió artística de tota la població de Mequinensa, així com un senyal d'identitat i un referent a tota la Comarca del Baix Cinca.